# Грот (архитектура)
Грот (фр. grotte, итал. grotta) — тип паркового сооружения или архитектурного каприза, кладка и отделка которого (камни, раковины и мелкие ракушки, блоки зернистого туфа), имитируют естественный грот. Краткое определение: парковое сооружение, имитирующее естественную пещеру. Гроты сооружали в качестве архитектурного оформления родника, источника (крены), фонтана. Наибольшее распространение гроты получили в европейской архитектуре XVII—XVIII веков, в эпоху классицизма и барокко в форме отдельно стоящего паркового павильона.

## Пещера в античной истории, мифологии и философии
Естественная пещера — самое раннее пристанище человека, приспособленное под жильё, до появления землянок, шалашей и других искусственных построек, давших начало искусству архитектуры согласно модели, называемой «Хижиной Витрувия». Таинственная суть грота — пещеры, наполненной тенями, — популярный мотив античной мифологии (например, пещера Полифема). В гроте своим пением и игрой на лире очаровывал животных, двигал деревья и скалы легендарный певец Орфей. «Символ пещеры» — знаменитая аллегория, использованная древнегреческим философом Платоном в 7 книге диалога «Государство» для пояснения своего учения об иллюзии видимого мира. Философ-неоплатоник Порфирий в трактате «О пещере нимф» (лат. De antro nymph) дал подробное истолкование гомеровскому и платоновскому образу пещеры: пещера — средоточие природных сил, люди видят только внешнюю сторону мира, но истинная реальность является областью «нимфического» (лат. regio nymphidica), она недоступна людям, но является в музыке, поэзии и живописи.
В римской истории пещера служила местом мистических ритуалов: там нимфа Эгерия сообщала пророчества царю Нуме Помпилию, в гроте у Таррацины чудом избежал смерти император Тиберий. Тайные помещения сопровождали устройства нимфеумов — святилищ, посвящённых водным нимфам, которые сооружали у источника воды или водоема.
Искусственные «пещеры нимф» находились в древних Геркулануме и Помпеях. В Поццуоли, в окрестностях Неаполя, сохранился вблизи берега Авернского озера древний пещерный ход (итал. passetto), связывавший озеро с морем (в наше время наполовину засыпан), а в близлежащих Кумах — пещера, которая считалась одним из входов в Аид. В этой пещере, по преданию, жила кумская Сивилла.
В сооружениях древнего Рима: в жилых домах Помпей, римских термах, в помещениях терм Тита и Траяна, возведённых на руинах «Золотого дома» императора Нерона, сохранились декоративные росписи, открытые в XV веке, которые по ассоциации с полузасыпанными землёй руинами античных сооружений назвали «гротесками».
С распространением христианства первые тайные захоронения стали устраивать под землёй, их назвали катакомбами (лат. саtасumbае). В пещерах устраивали монашеские скиты, «хижины отшельника». Кроме естественных пещер для мест поклонения и алтарей начали сооружать искусственные гроты. В истории христианской архитектуры хорошо известны подземные колумбарии, оссуарии крипты, капеллы, в восточно-христианской традиции — часовни. В Вифлееме почитается «Пещера Рождества». В 1858 году 14-летней крестьянской девочке в естественном гроте близ города Лурд (южная Франция) явилась Дева Мария. На этом месте был сооружён пещерный санктуарий.

## Гроты в архитектуре и садово-парковом искусстве периода маньеризма
В эпоху итальянского Возрождения, в архитектурных ансамблях загородных вилл возникла мода на парковые павильоны, имитирующие естественные пещеры. Они получали романтические названия, восходящие к античной мифологии, например «Грот Орфея». В 1522 году в Мантуе был сооружён один из первых гротов подобного рода для герцогини Изабеллы д’Эсте. В состав помещений так называемого Студиоло д’Эсте входила «гротта» (Grotta), где были представлены античные медали и монеты, резные камни и скульптура. Грот назывался «Храм богини любви и красоты», или «Грот Венеры». Среди его коллекций была знаменитая Камея Гонзага.
В Палаццо Питти во Флоренции также существовал «грот», как и в прилегающих ко дворцу Садах Боболи. «Большой грот», или «грот Буонталенти» в Садах Боболи (La Grotta Grande, o del Buontalenti; 1583—1593), по имени одного из его создателей Бернардо Буонталенти (другим был Джорджо Вазари), представляет собой воплощение причуд и капризов флорентийского маньеризма. Сооружение типа эдикулы, стилизовано под естественную пещеру с нависающими сталактитами из гипса, рельефами из терракоты: «камнями» и «раковинами». Внутри находится множество скульптур, статуя Венеры с Сатиром Джамболоньи, а также гипсовые копии знаменитых «рабов» Микеланджело Буонарроти (статуй к неосуществлённой гробнице папы Юлия II).
В XVII—XVIII веках многие сады имели «гроты», которые складывали из валунов, камней. Внутри они воспроизводили морское царство Нептуна с отделкой из туфа, морских раковин с искусственными водопадами и фонтанами. «Художественный эффект строился на неожиданном контрасте залитых солнечным светом аллей парка и таинственного сумрака грота».
Многие гроты сооружали в контексте «сельского стиля», соотносимого с эстетикой маньеризма. Таковы, например, причудливые гроты с фонтанами в виде драконов в парке Витербо (около 1552 года, Б. Амманати). Фламандский скульптор Джамболонья (Джованни да Болонья) является автором одного из самых причудливых созданий «сельского стиля» — грота «Апеннины» на «Вилле Демидова», или вилле Пратолино, близ Флоренции (1579—1580). Огромная фигура «Аллегории Апеннин» (Colosso dell’Appennino) высотой более 10 м из кирпича и цемента как бы рассматривает своё отражение в воде, и рукой прижимает к земле голову монстра, из пасти которого струится вода. Внутри имеются три помещения.
Причудливые сооружения, включая гроты с сюрпризами, находятся в парке Бомарцо близ Витербо, владения князя В. Орсини. Этот парк из-за обилия фантастических скульптур называют «Парком чудищ» (итал. Parco dei Mostri). Примеры гротов «сельского стиля» привёл в «Экстраординарной книге» своего трактата об архитектуре (1551) итальянец Себастьяно Серлио.

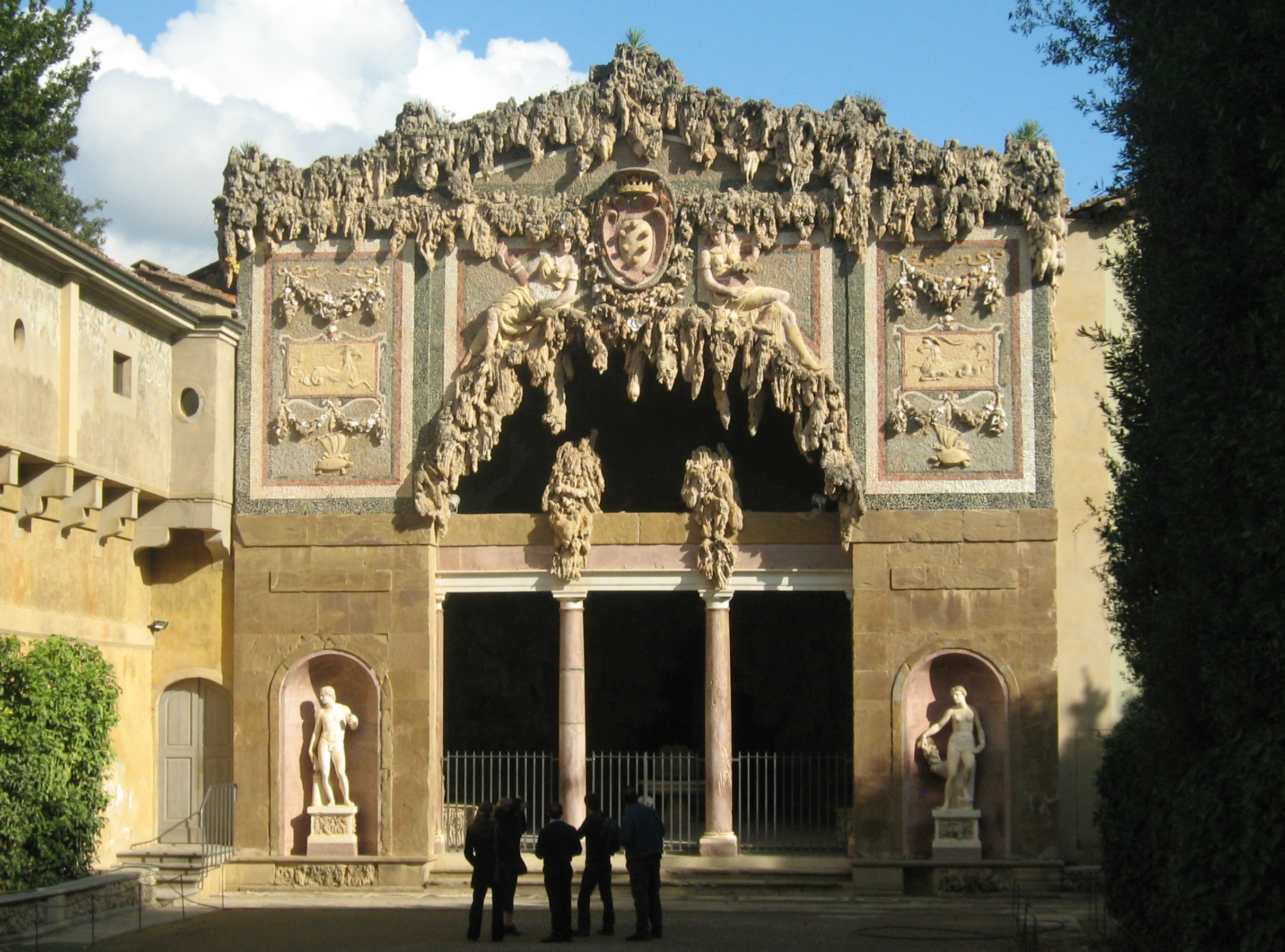
Грот Буонталенти. Фасад. 1583—1593. Сады Боболи, Флоренция
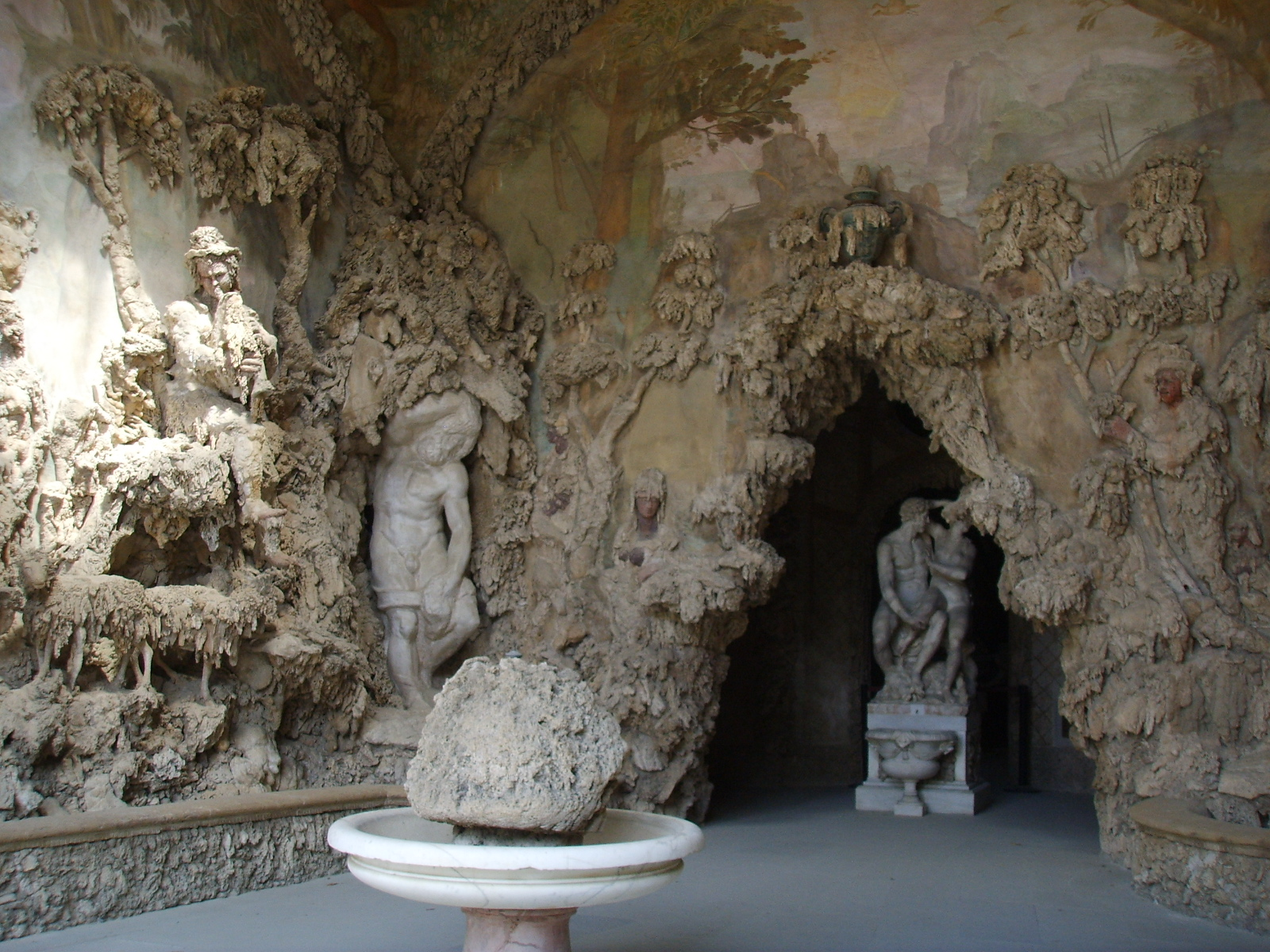
Грот Буонталенти. Первый зал
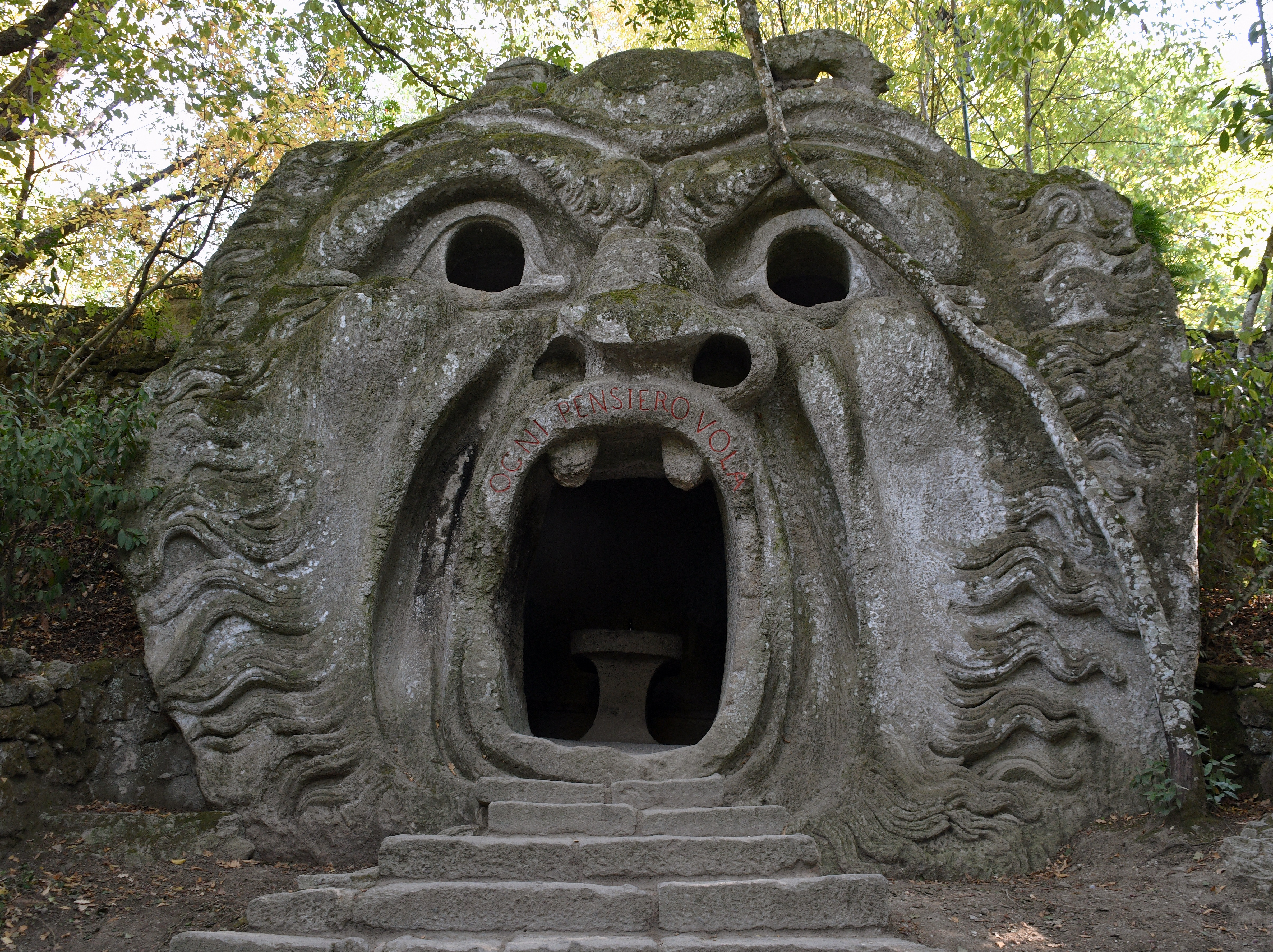
Грот «Врата Преисподней». Около 1552 г. По рисунку Б. Амманати. «Парк чудищ», Бомарцо
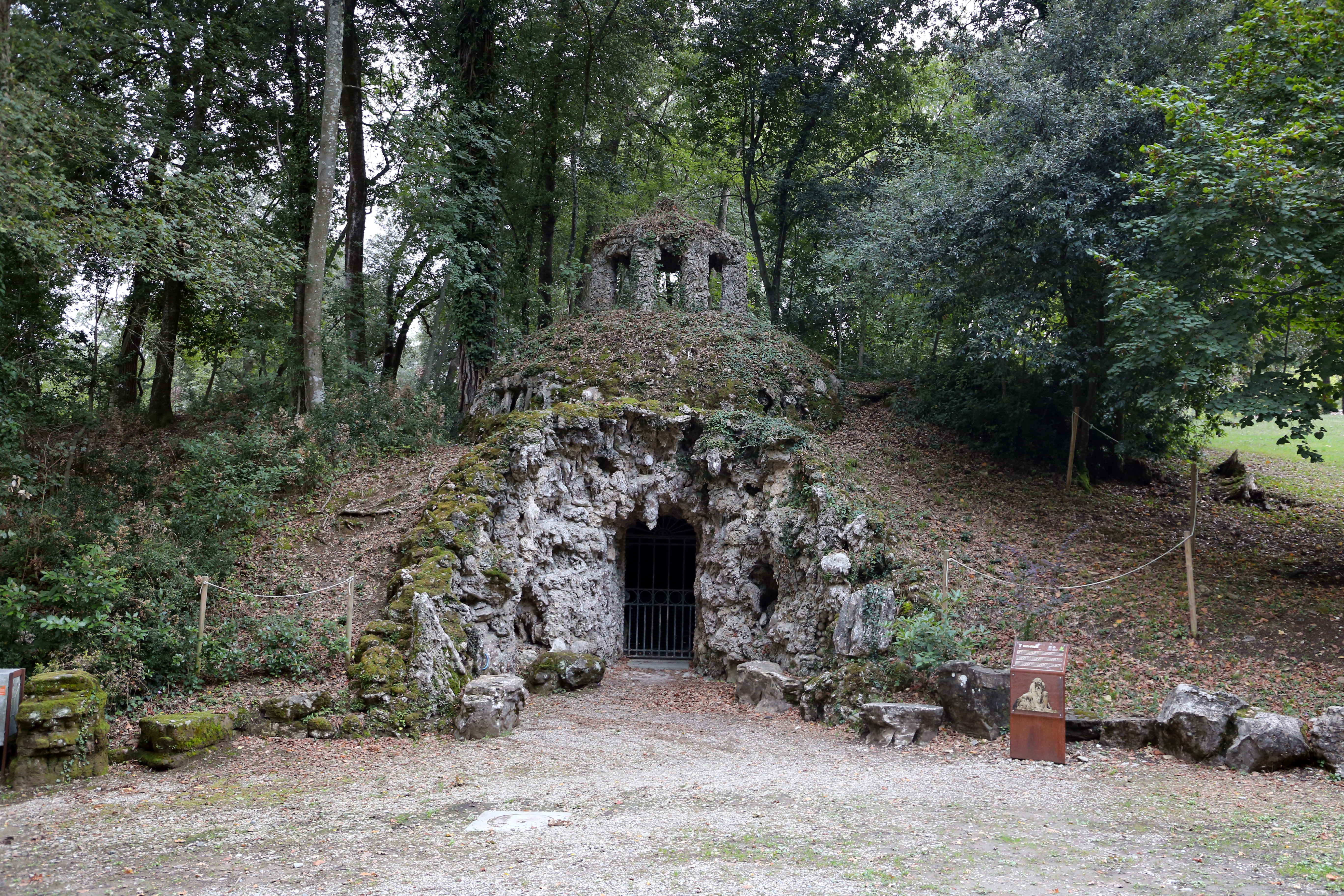
Грот Купидона. Парк Пратолино близ Флоренции
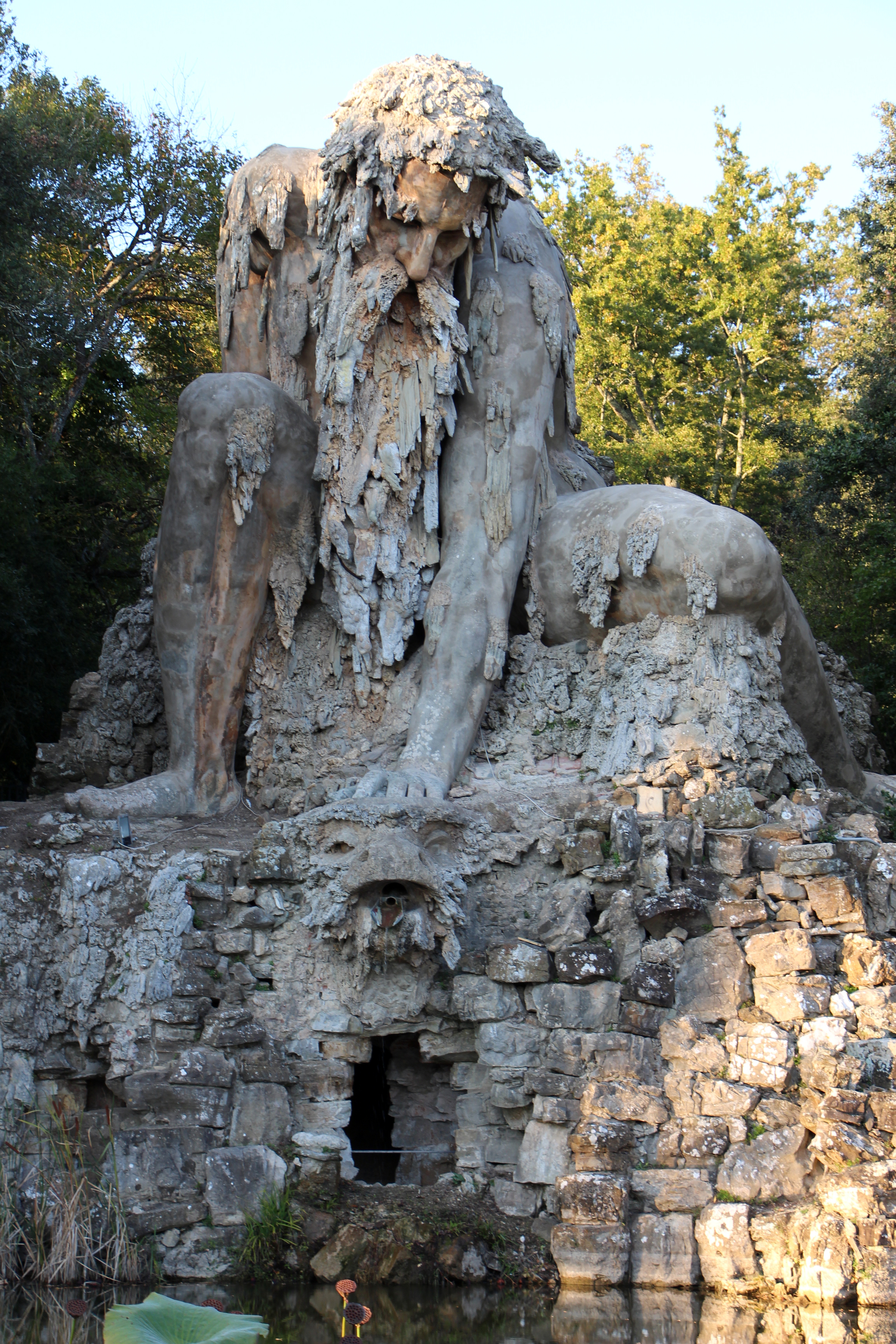
Джамболонья. Аллегория Апеннин. Парк Пратолино. 1579—1580
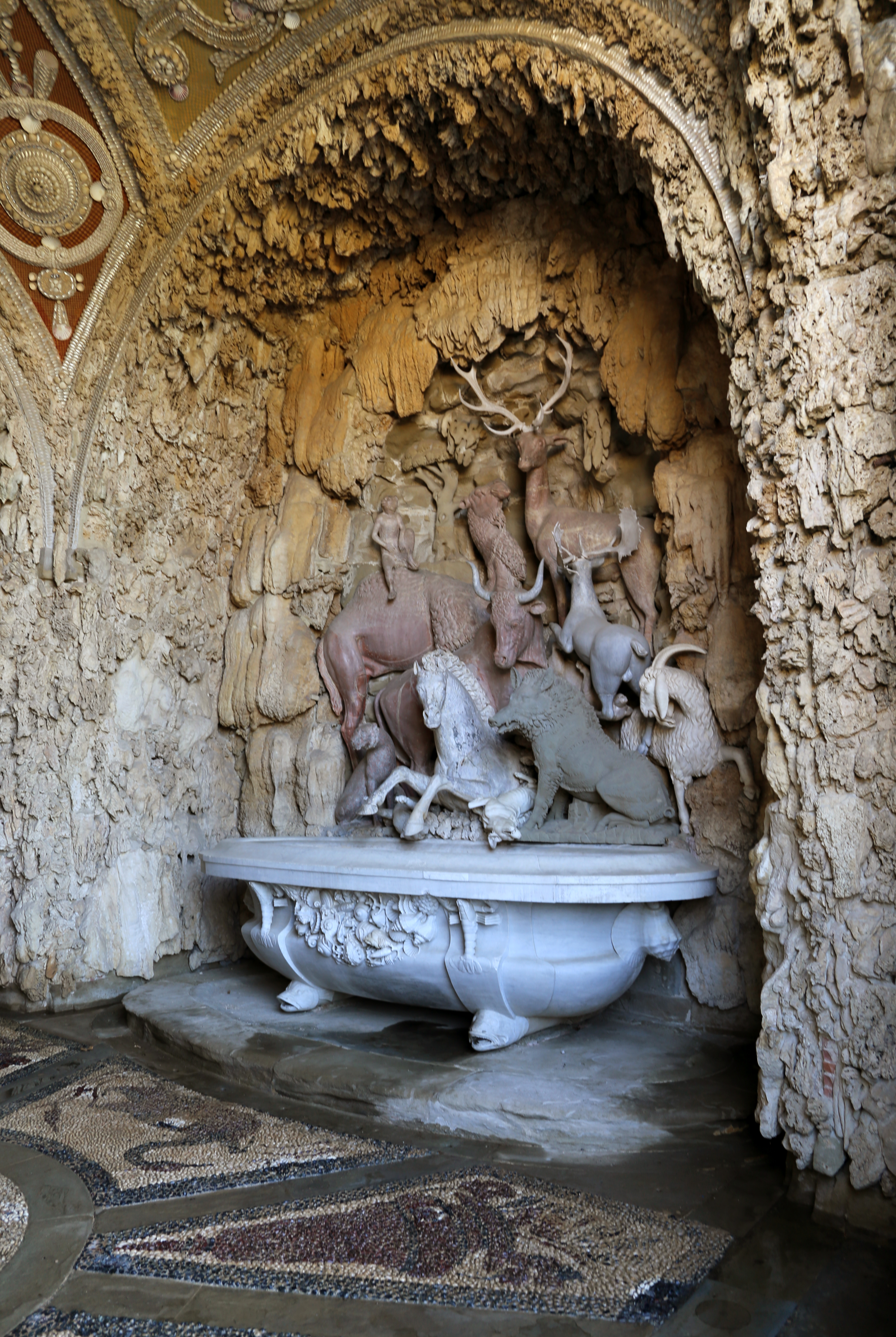
Н. Триболо, Джамболонья. Грот зверей. 1555-1557. Вилла Кастелло
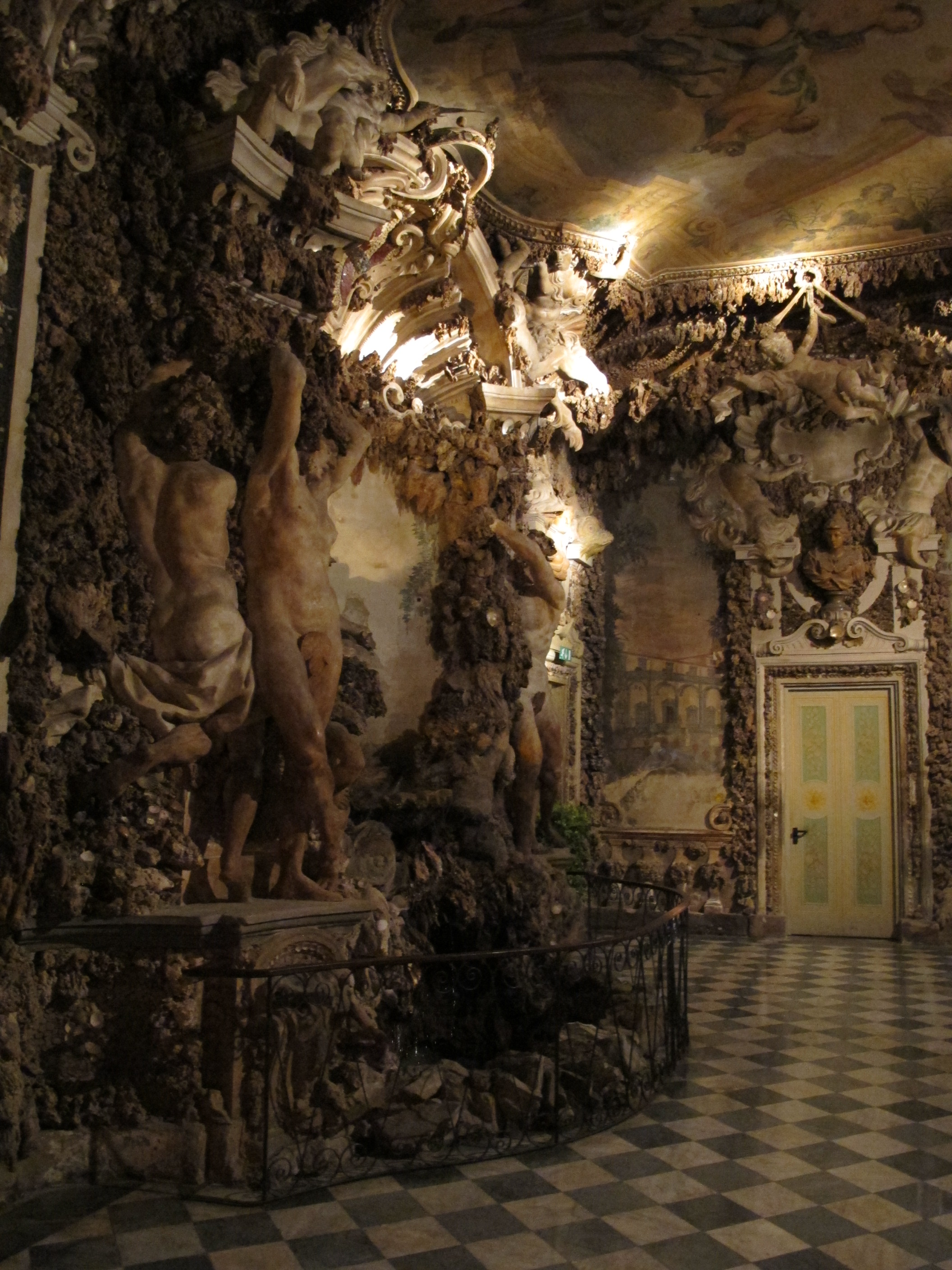
Грот. 1692—1698. Палаццо Корсини аль Парионе, Флоренция. Архитектор А. Ферри
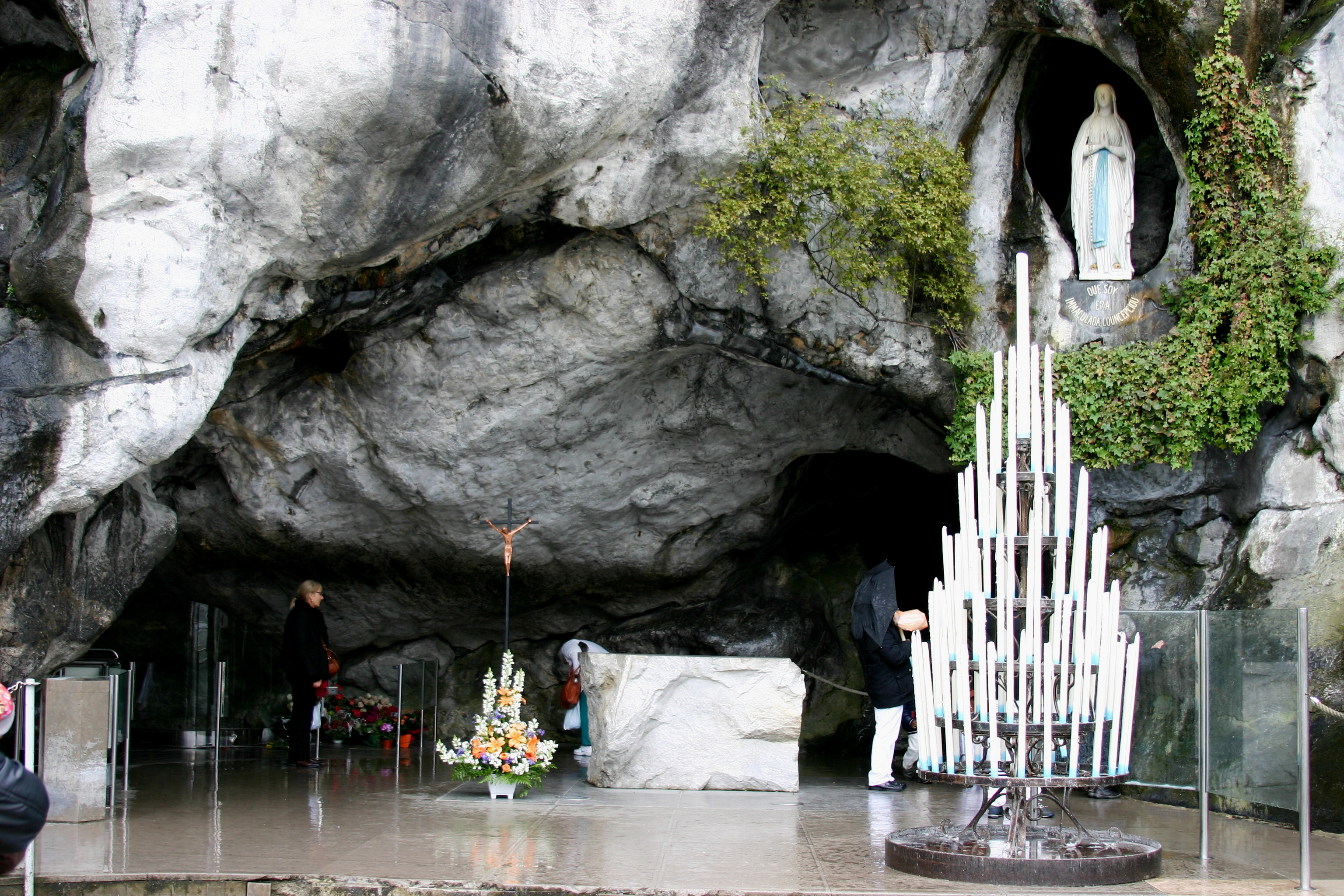
Пещерный санктуарий (святилище) в Лурде, Франция

## Гроты эпохи барокко и французского «большого стиля»
В эпоху барокко роскошно оформленные гроты стали устраивать во внутренних помещениях дворцов. Они стоили немалых денег и становились диковинками наподобие кунсткамер. Иногда гроты служили антикамерами, ведущими в главные, репрезентативные дворцовые помещения, как это сделано в имперской Мюнхенской резиденции. Мастера барокко создавали «кабинетные пещеры», повергавшие в изумление гостей скрытыми механизмами, запускавшими невидимые до поры фонтаны.
Выдающимся произведением искусства является Грот в Палаццо Корсини аль Парионе во Флоренции, созданный архитектором Антонио Ферри между 1692 и 1698 годами совместно со стуккатором Карло Марчеллини и живописцами Ринальдо Ботти и Алессандро Герардини.
Для регулярных парков эпохи «большого стиля», или Стиля Людовика XIV во Франции характерны гроты в виде небольшой постройки стилизованной под естественную пещеру, скрытую в зелени деревьев. Важным сооружением в парке Версаля являлся ныне утраченный «Грот Фетиды» (1664—1670). Символически грот имел отношение к мифу об Аполлоне, которого в эту эпоху олицетворял «Король-Солнце» Людовик XIV. Грот изображал морскую пещеру нимфы Фетиды, где Аполлон отдыхал после странствия по небу в солнечной колеснице. Центральную скульптурную группу «Аполлон и нимфы» (ок. 1668 г.) создал Франсуа Жирардон. Группа Аполлона и две соседние скульптурные группы (Солнечные кони, за которыми ухаживают слуги Фетиды) были установлены в трёх отдельных нишах грота и окружены фонтанами. Позднее произведение Жирардона было перенесено в другое сооружение: «Грот Аполлона».
В парках пейзажного стиля гроты строили в виде отдельно стоящих павильонов с аркадами, колоннами и портиками, скульптурой либо ротонд, идеально сочетающихся с окружающим пейзажем. Одними из последних примеров дворцовых гротов в западноевропейской архитектуре являются постройки короля Людвига II Баварского: «Грот Венеры» с искусственным озером в парке замка Линдерхоф и небольшой грот в замке Нойшванштайн, сооружённый в 1880—1881 годах скульптором Августом Дириглем. «Каменные» стены грота, украшенные «сталактитами», смоделированы из цемента на основе каркаса из проволочной сетки. Созерцание «таинства пещеры» дополняла музыка, которую король мог слушать благодаря переходу, соединившему помещение с Певческим залом.

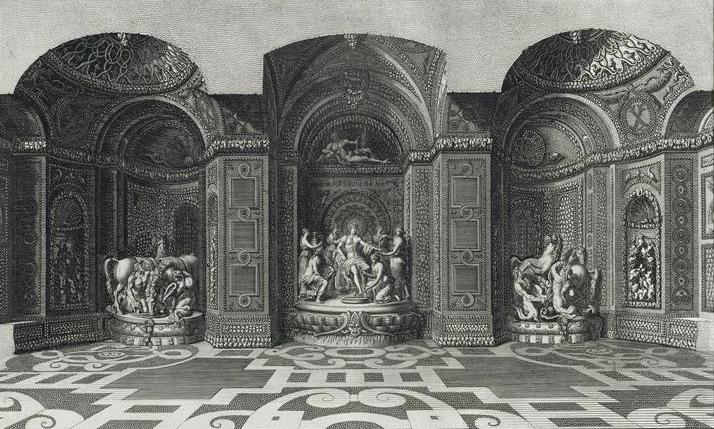
Грот Тефиды. Интерьер. Офорт Жана Лепотра. 1676
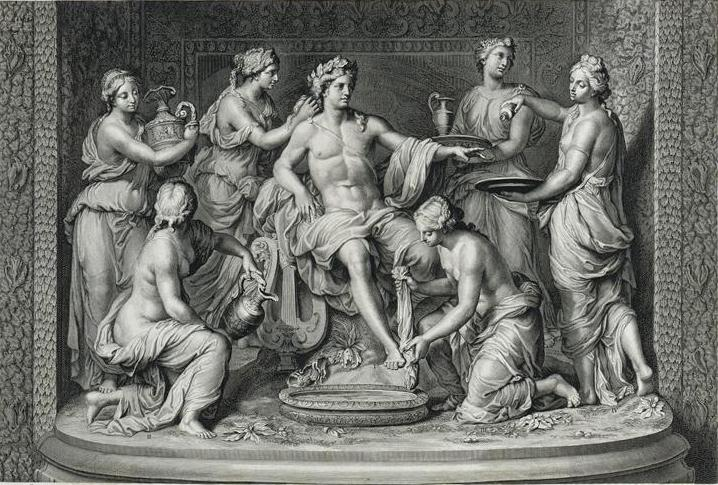
Ф. Жирардон. Аполлон и нимфы Фетиды. Офорт Ж. Эделинка. 1678
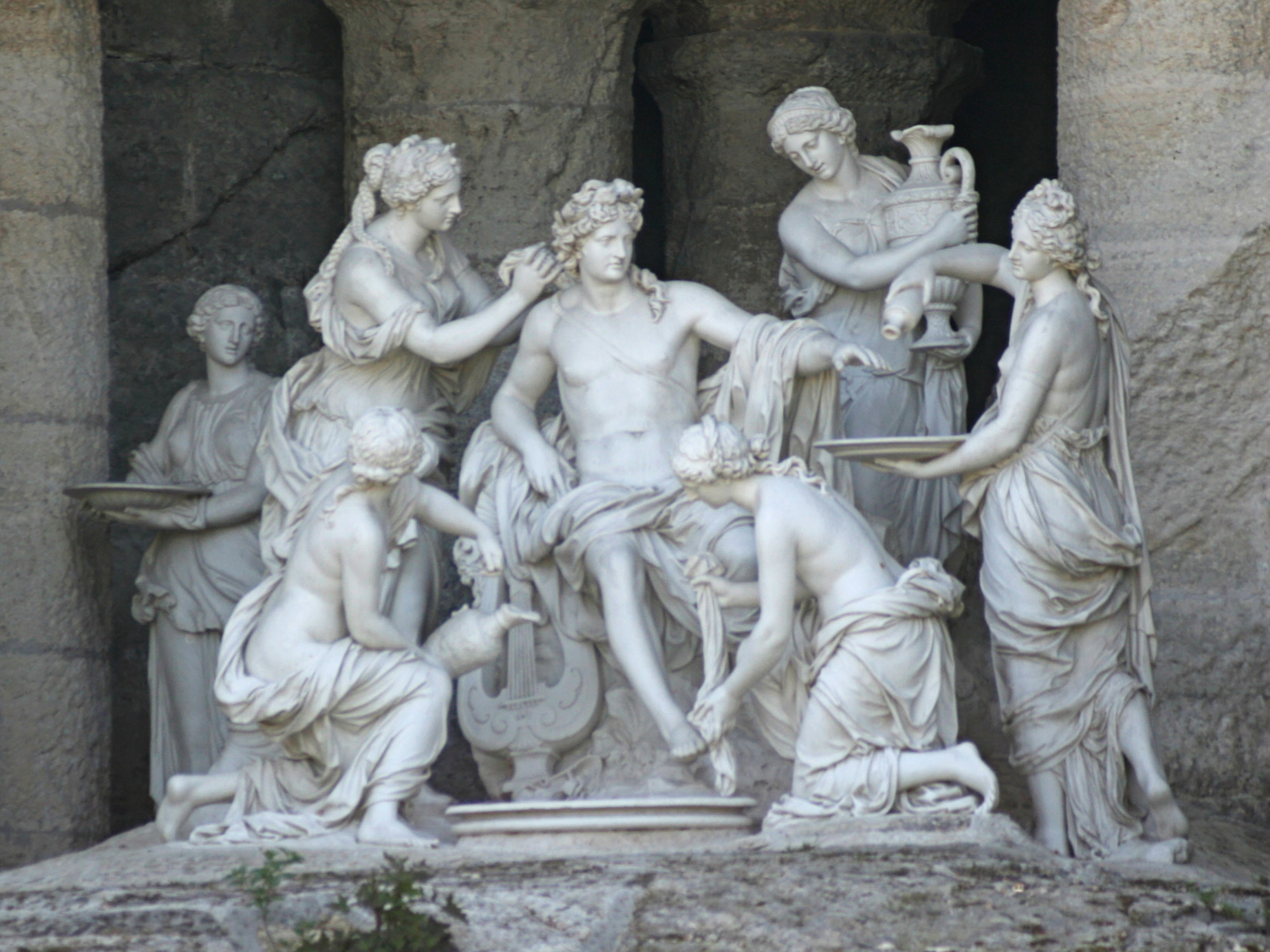
Ф. Жирардон. Грот Аполлона (Аполлон и пять нимф). 1664—1672. Версальский парк (копия)
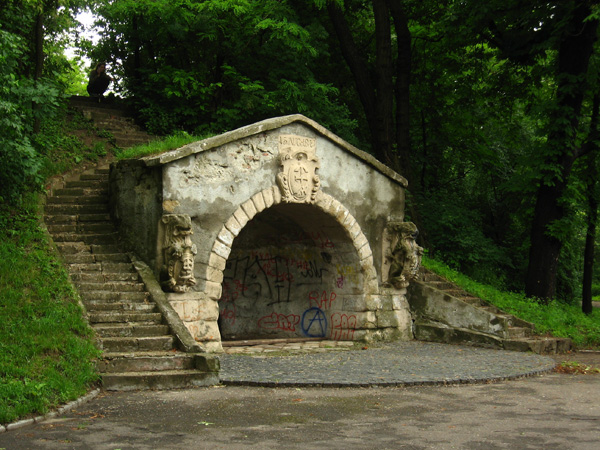
Грот в парке «Высокий замок», Львов
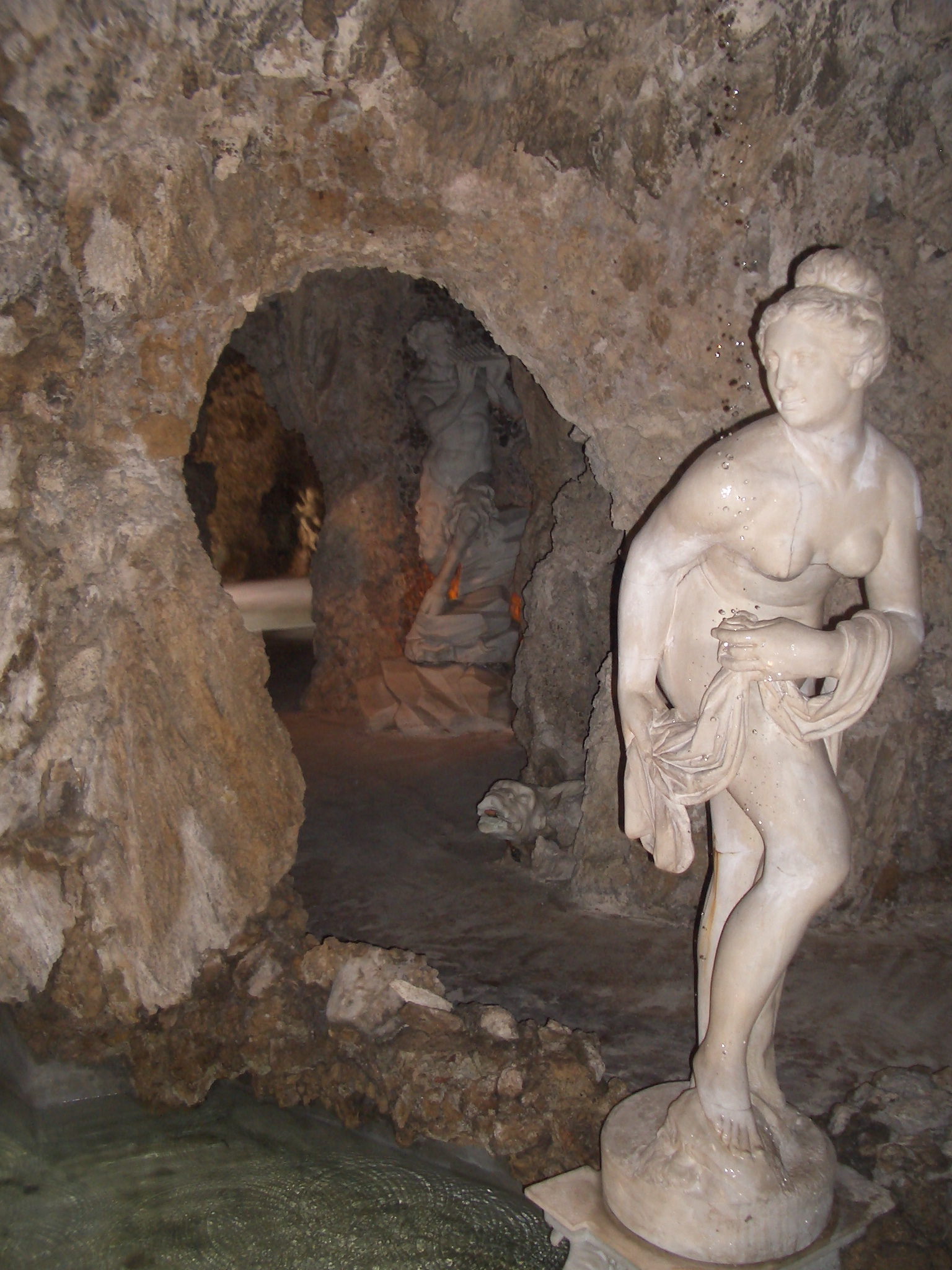
Грот в нимфеуме виллы Висконти Борромео Литты в Лайнате близ Милана
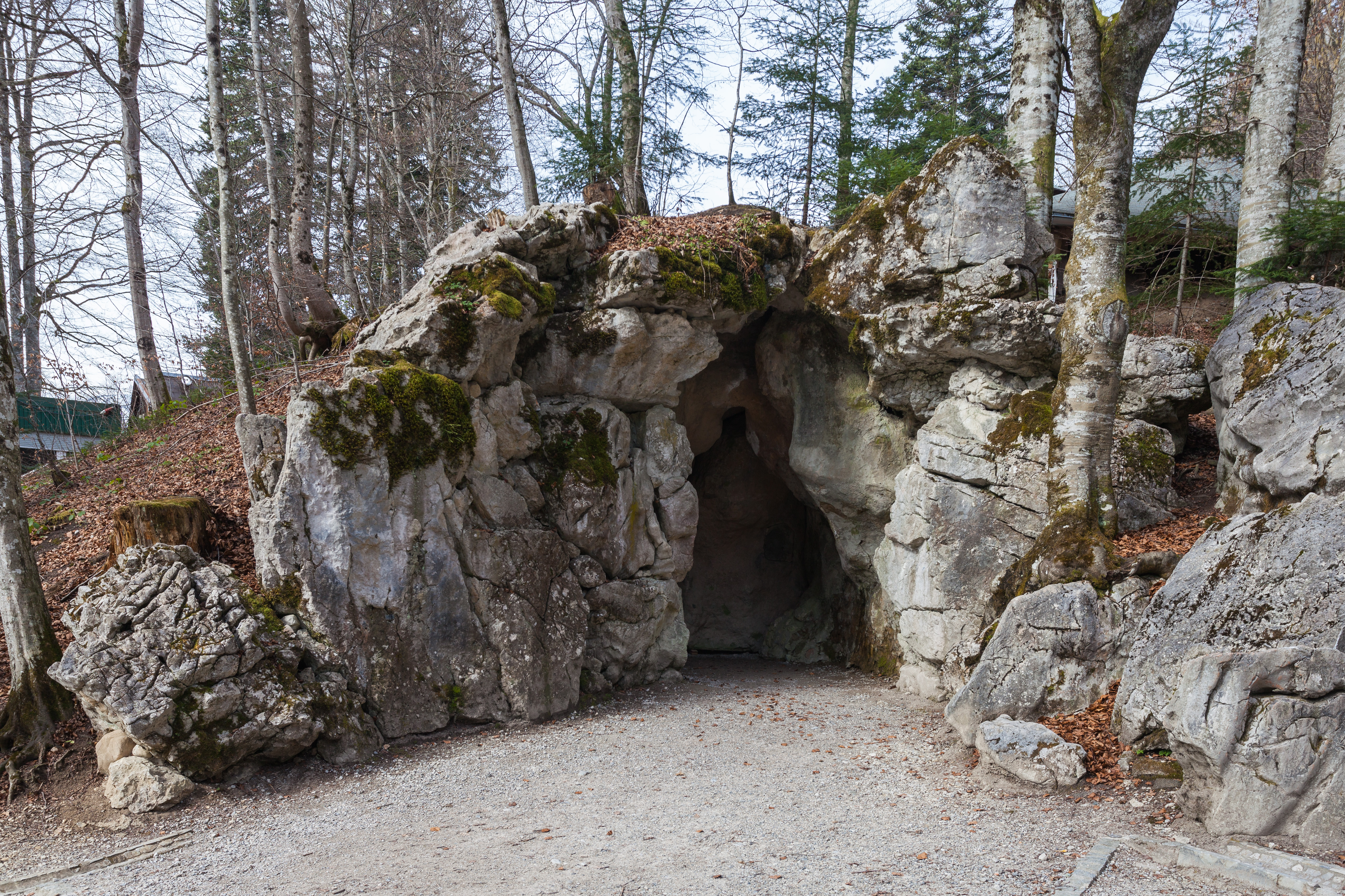
Грот Венеры. Замок Линдерхоф, Бавария
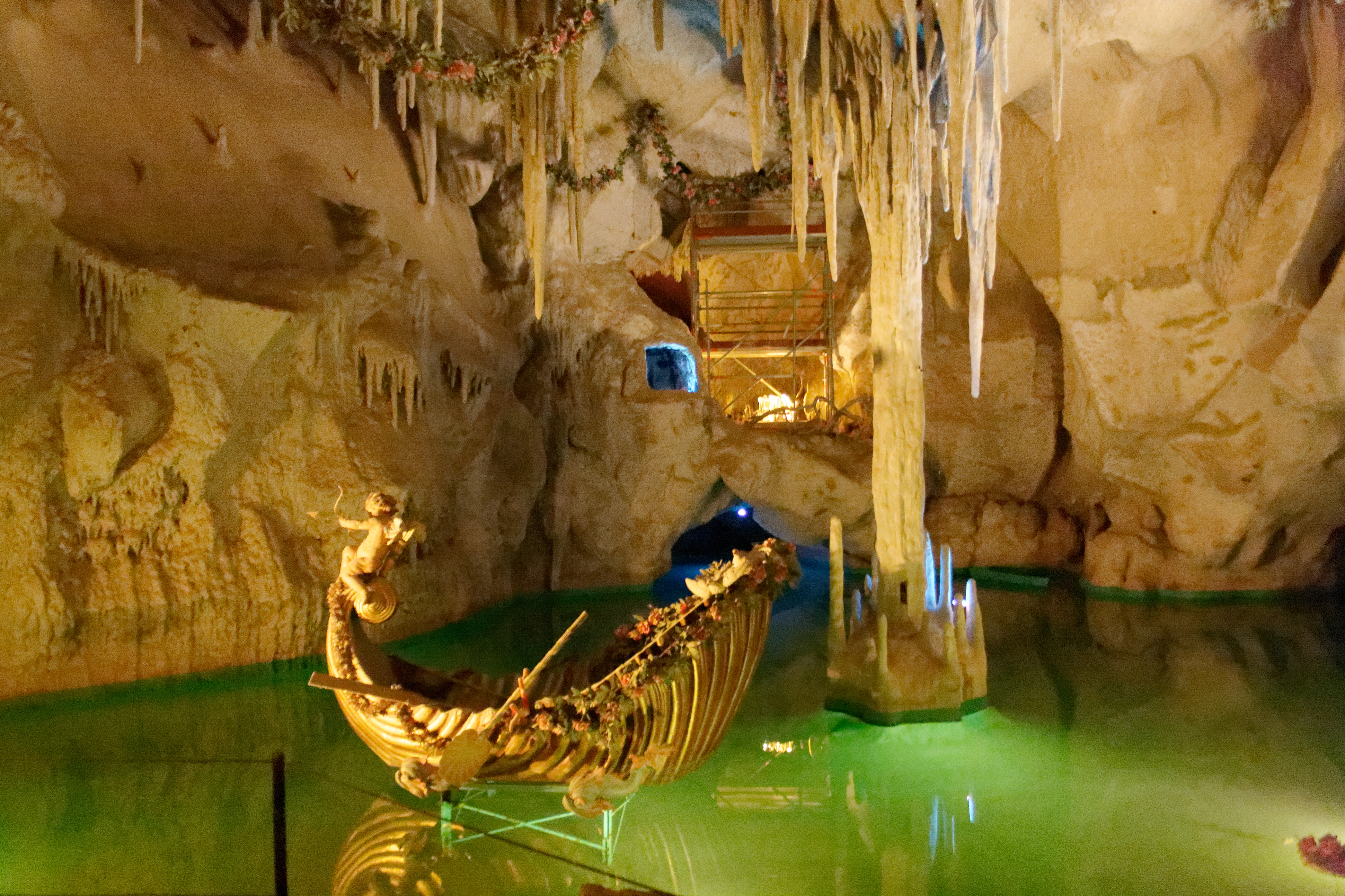
Грот Венеры. Интерьер

## Павильоны-гроты в России
Павильоны-гроты «на западноевропейский манер» в России стали создавать начиная с петровского времени. В Летнем саду в Санкт-Петербурге по замыслу царя Петра, проекту (частично отвергнутым царём) французского архитектора Ж.-Б. Леблона, планам А. Шлютера и Маттарнови с 1714 года сооружали «Грот», в который, со временем, перенесли статую Венеры Таврической. Грот построили только в 1725—1727 годах, после кончины царя Петра по проекту архитектора М. Г. Земцова «в переходном стиле, предвещающем рокайли елизаветинского периода». Внутри грот был отделан туфом, настоящими морскими раковинами и «битым стеклом». В центре находился фонтан с изображением бога морей Нептуна на позолоченной колеснице, окружённой четырьмя гиппокампами. Сделанные из свинца статуи были позолочены. Здесь же помещался музыкальный инструмент — орган, приводимый в действие водой при запуске фонтанов в саду. Грот не сохранился, он был перестроен в 1826 году, но благодаря выполненным Земцовым в 1727 году обмерным чертежам мы имеем представление об этой постройке. Небольшие гроты входят в композицию Большого каскада в Петергофе (работа М. Г. Земцова, 1724).
Павильон Грот (так называемый Грот II) был сооружён в елизаветинскую эпоху в парке Царского Села на берегу Большого пруда. Построен в 1753—1757 годы по проекту 1749 года архитектора Ф. Б. Растрелли. Фасад павильона оформлен рустованными колоннами, узорными решётками с рокайлями, многочисленными лепными деталями по рисункам самого Растрелли и причудливым профилем высокой кровли, украшенной деревянной резьбой (позднее заменена на гипсовые отливки). В декоре преобладают морские мотивы: дельфины, раковины, нимфы, льющие воду из сосудов, маскароны морского бога Нептуна. На балюстраде павильона стояли двенадцать статуй и двенадцать деревянных вазонов. Внутренняя отделка была изменена в 1771 году по проекту архитектора А. Ринальди.
В усадьбе графов Шереметевых Кусково под Москвой в 1756—1761 годах был построен павильон-грот по проекту и под руководством крепостного архитектора Фёдора Аргунова, ученика С. И. Чевакинского, также в елизаветинском барочно-рокайльном стиле.
Гроты имеются в дворцовых пригородах Санкт-Петербурга. В Александровском парке Царского Села был устроен «Грот-родник» по рисунку архитектора Сильвио Данини (проект 1896 года). Единственный в своём роде подземный ход типа грота — «Грот Эхо» — находится в Гатчине.

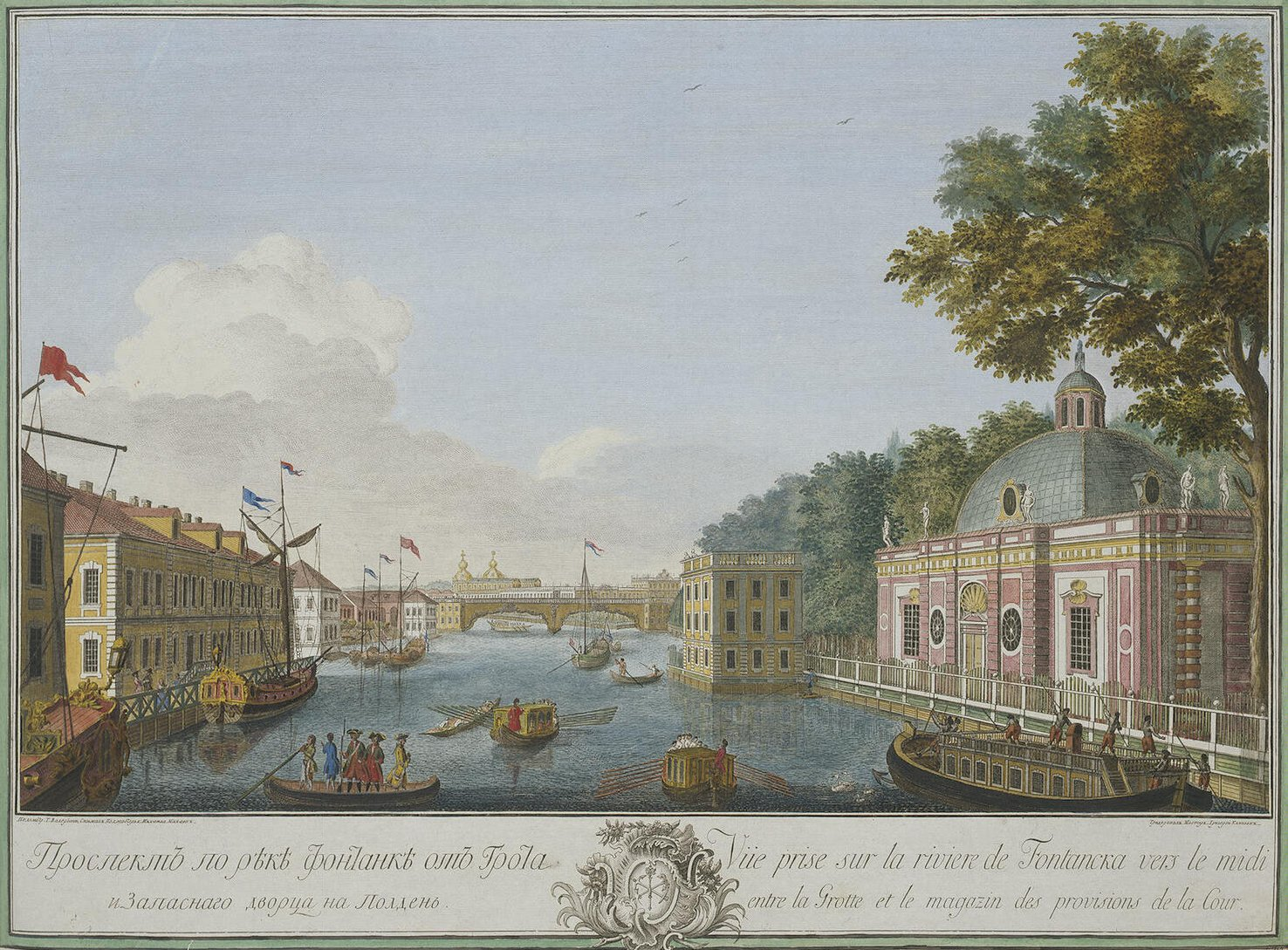
«Проспект по реке Фонтанке от Грота и Запасного дворца». Раскрашенная гравюра Г. А. Качалова по рисунку М. И. Махаева. 1753. Справа — павильон «Грот»
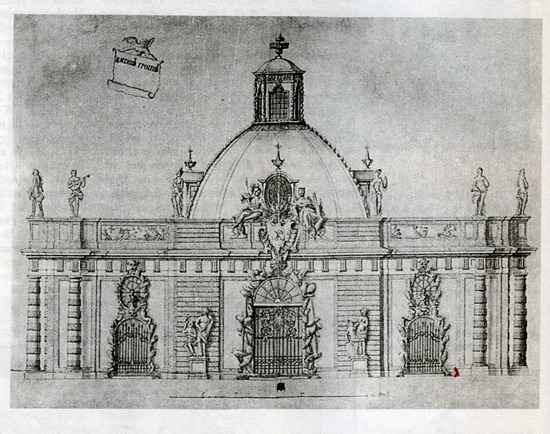
Павильон-грот в Летнем саду. Фасад. Фиксационный чертёж М. Г. Земцова. 1727
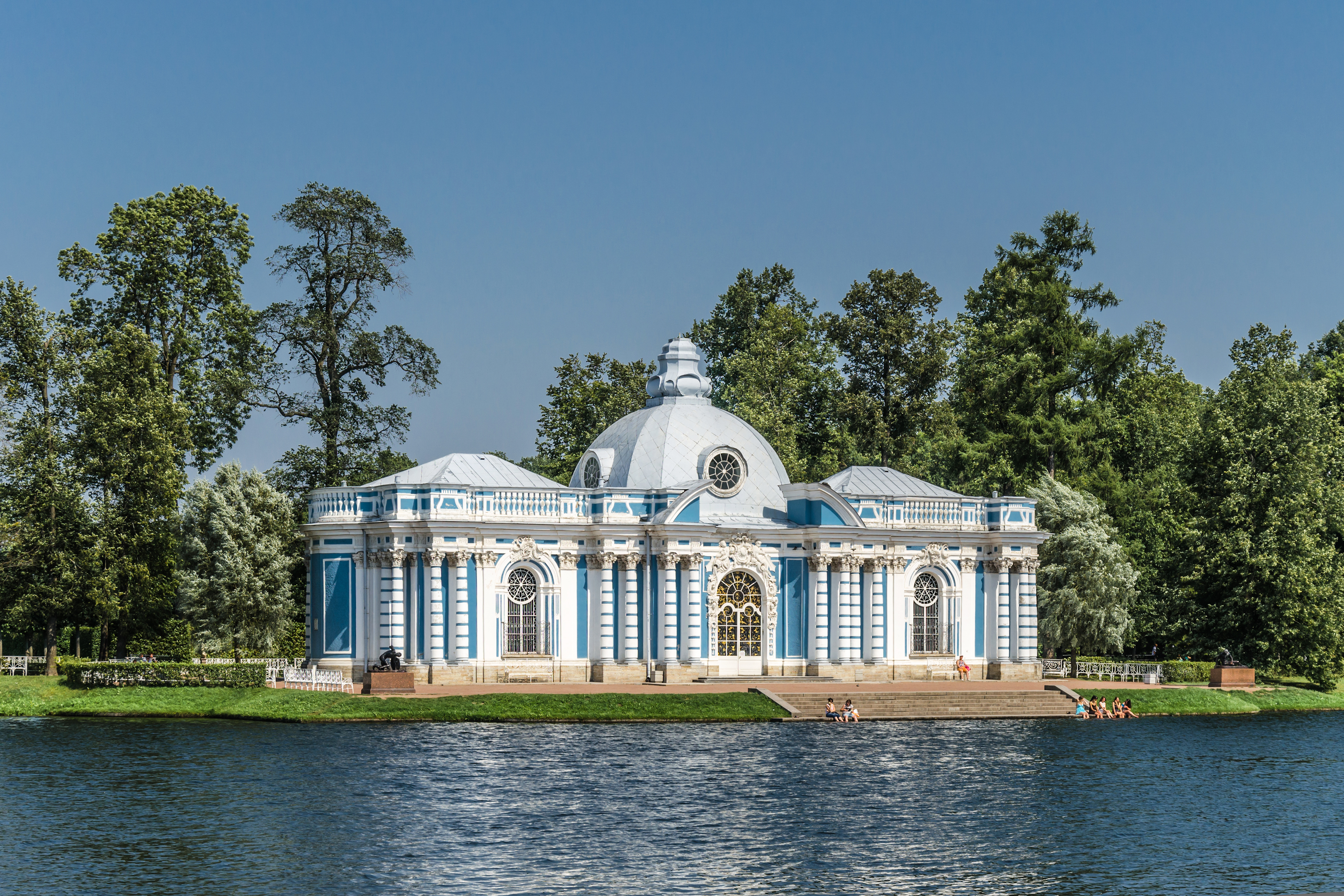
Павильон «Грот» в Царском Селе. 1753—1757. Архитектор Ф.-Б. Растрелли
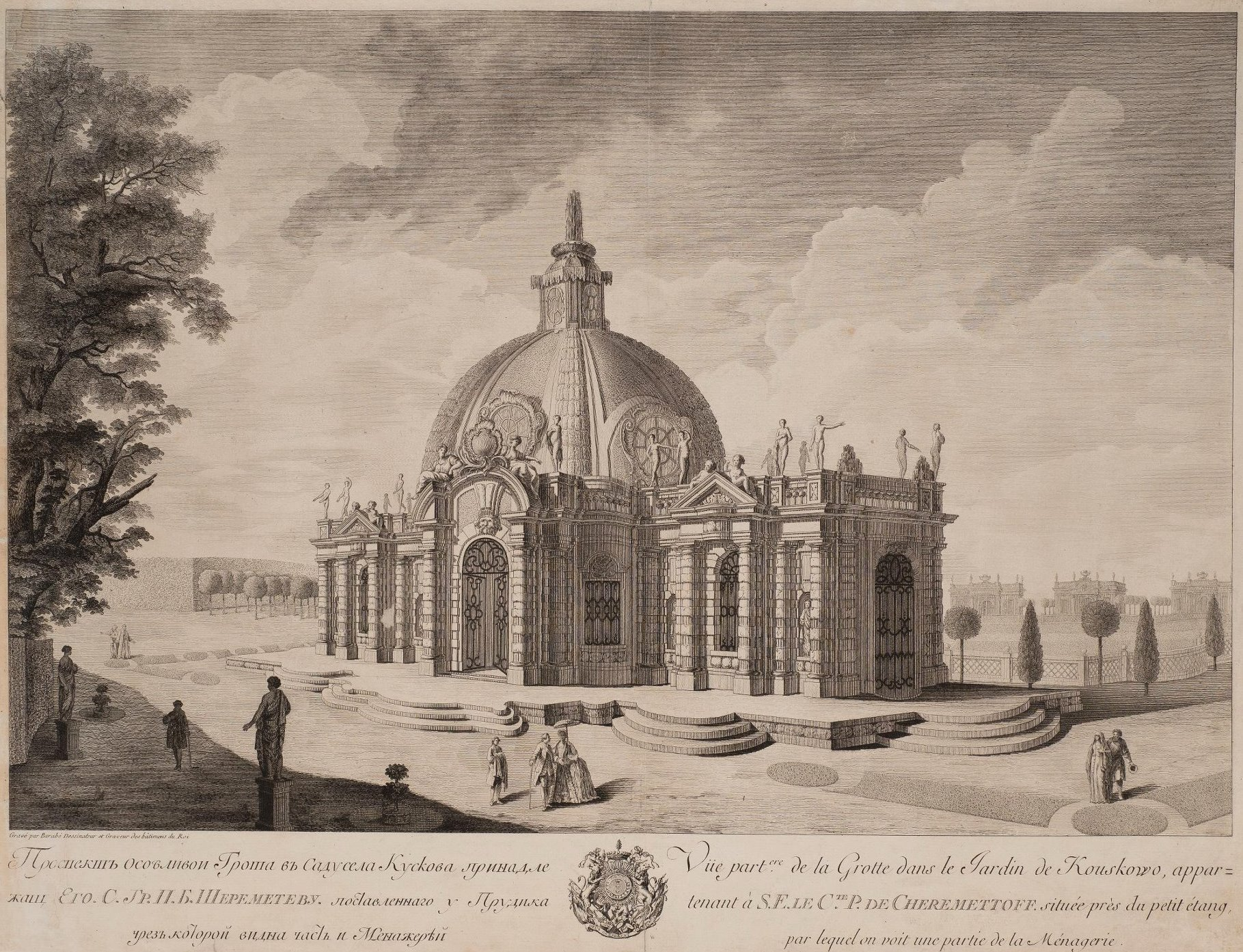
Вид Грота в саду села Кусково. Офорт Барабе по рисунку М. И. Махаева. 1770-е гг.
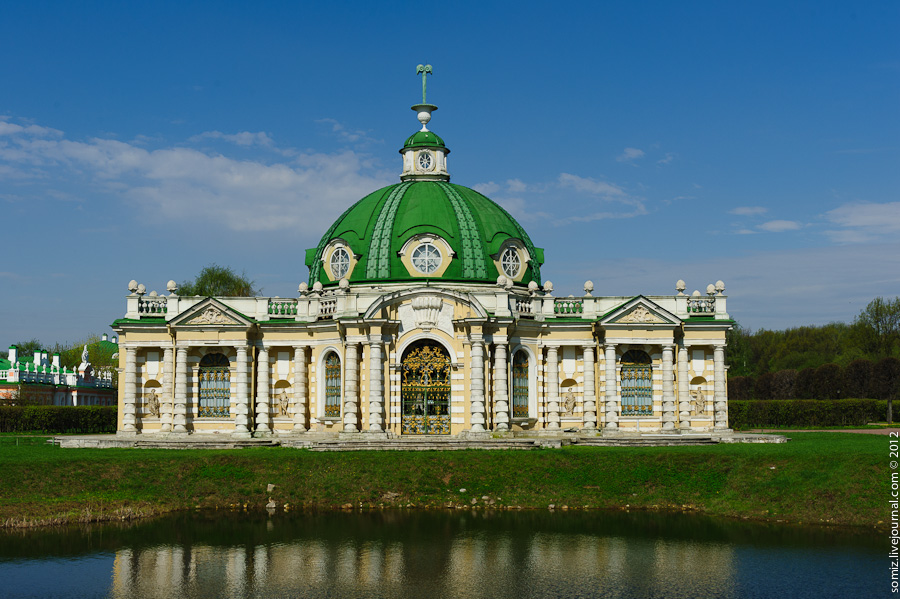
Грот в Кусково. Современный вид
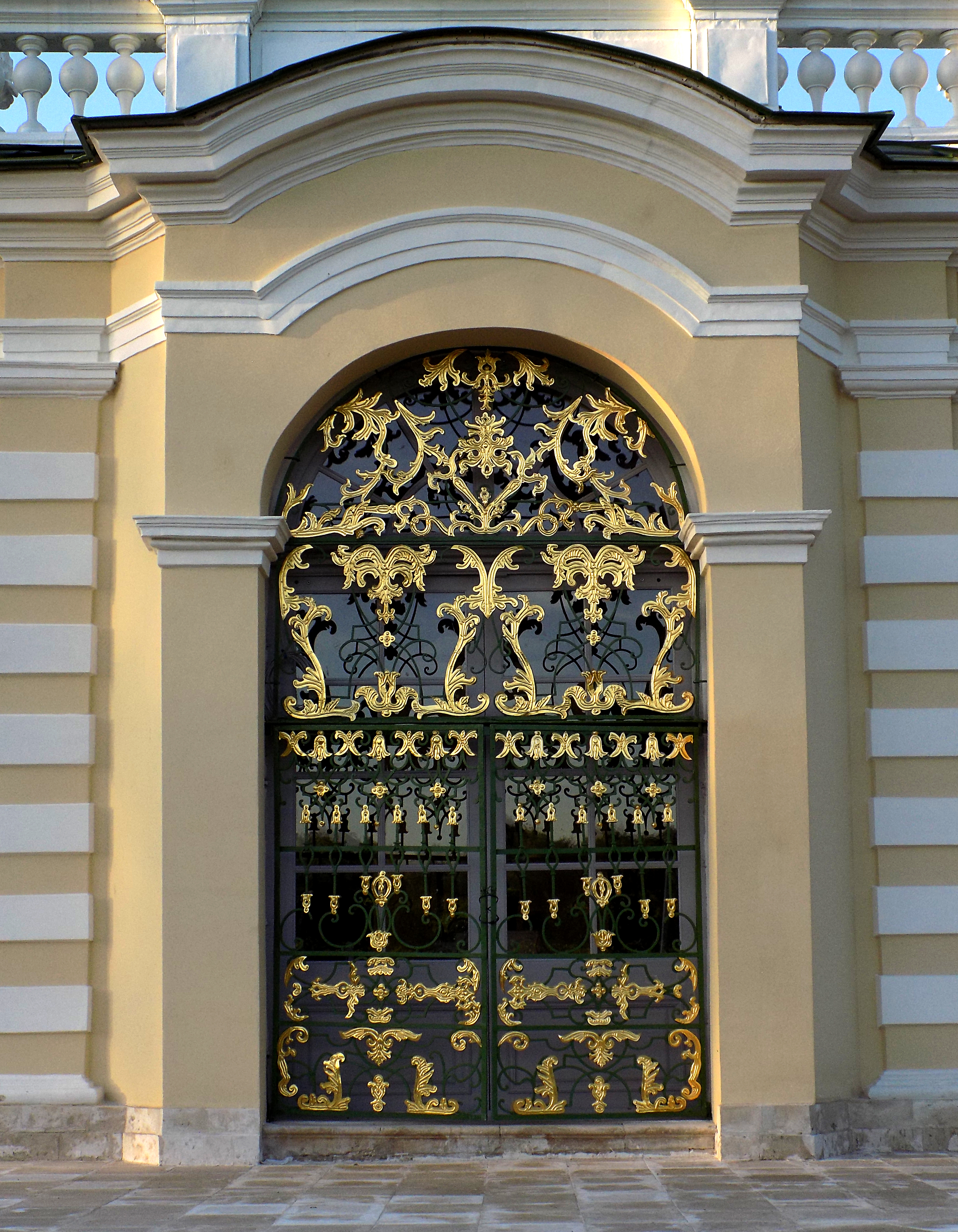
Грот в Кусково. Входная решётка
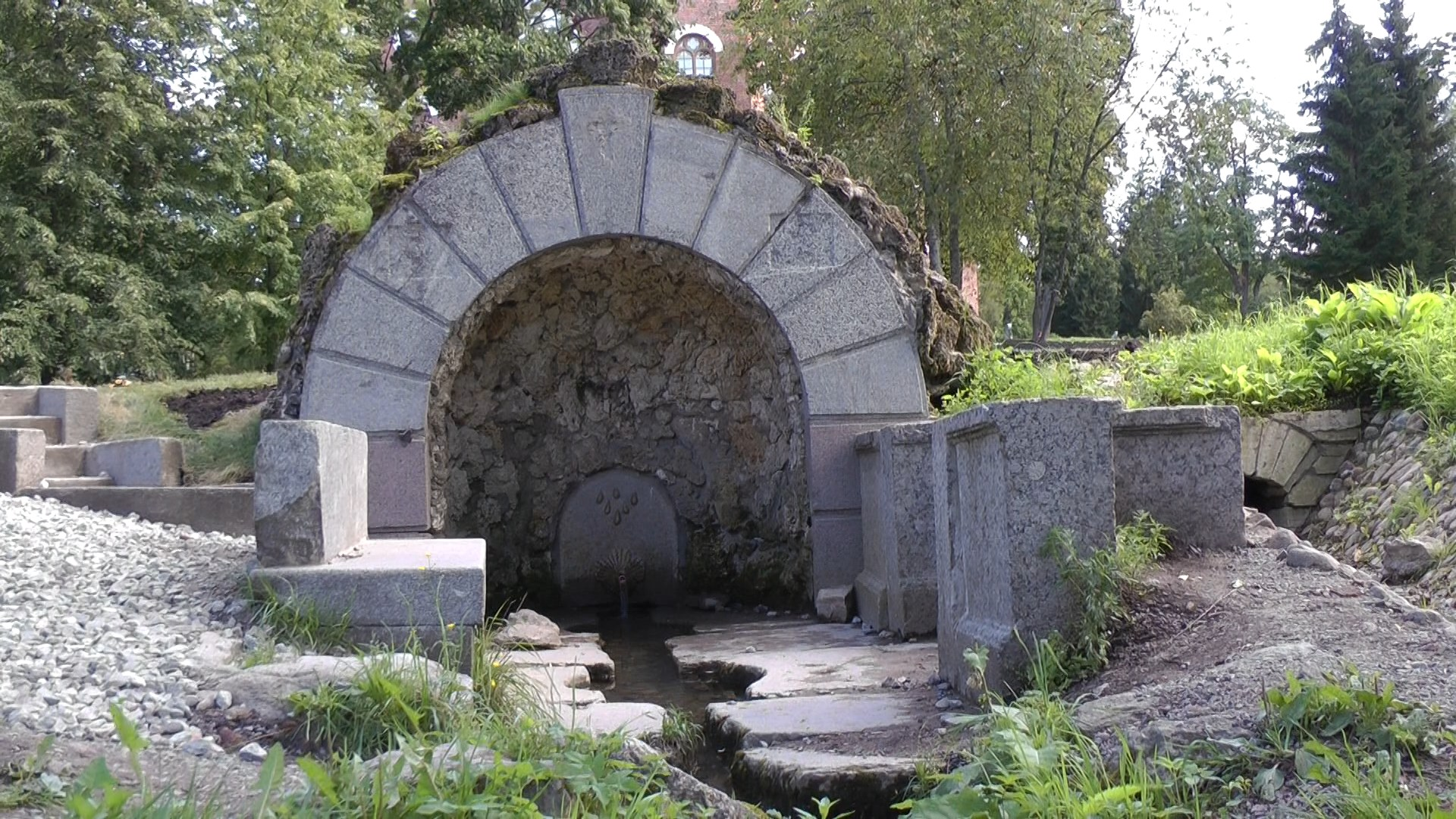
Грот-родник в Александровском парке Царского Села. Архитектор С. Данини. Проект 1896 года
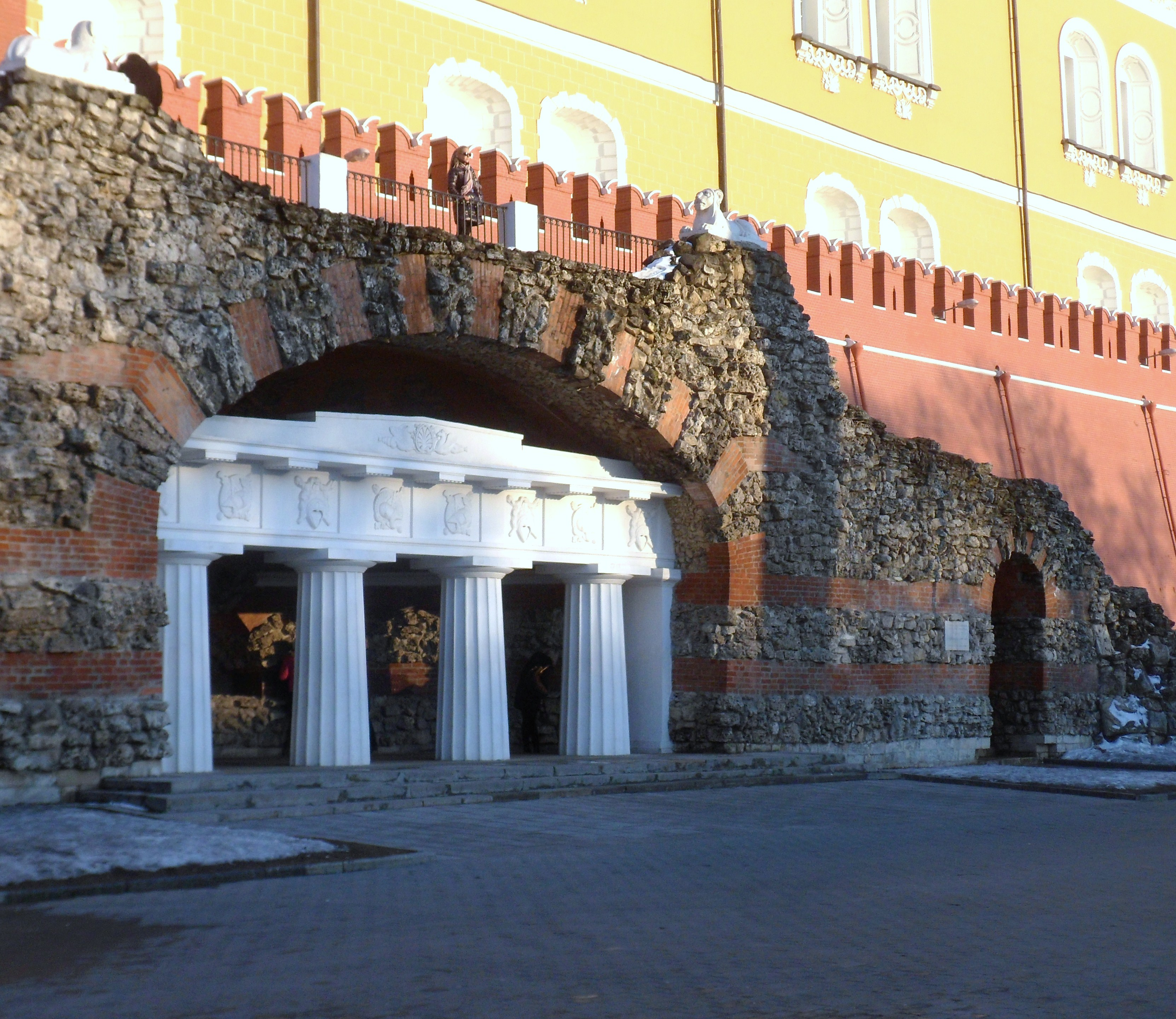
Итальянский грот в Александровском саду у стен Московского Кремля. Архитектор О. И. Бове. 1821
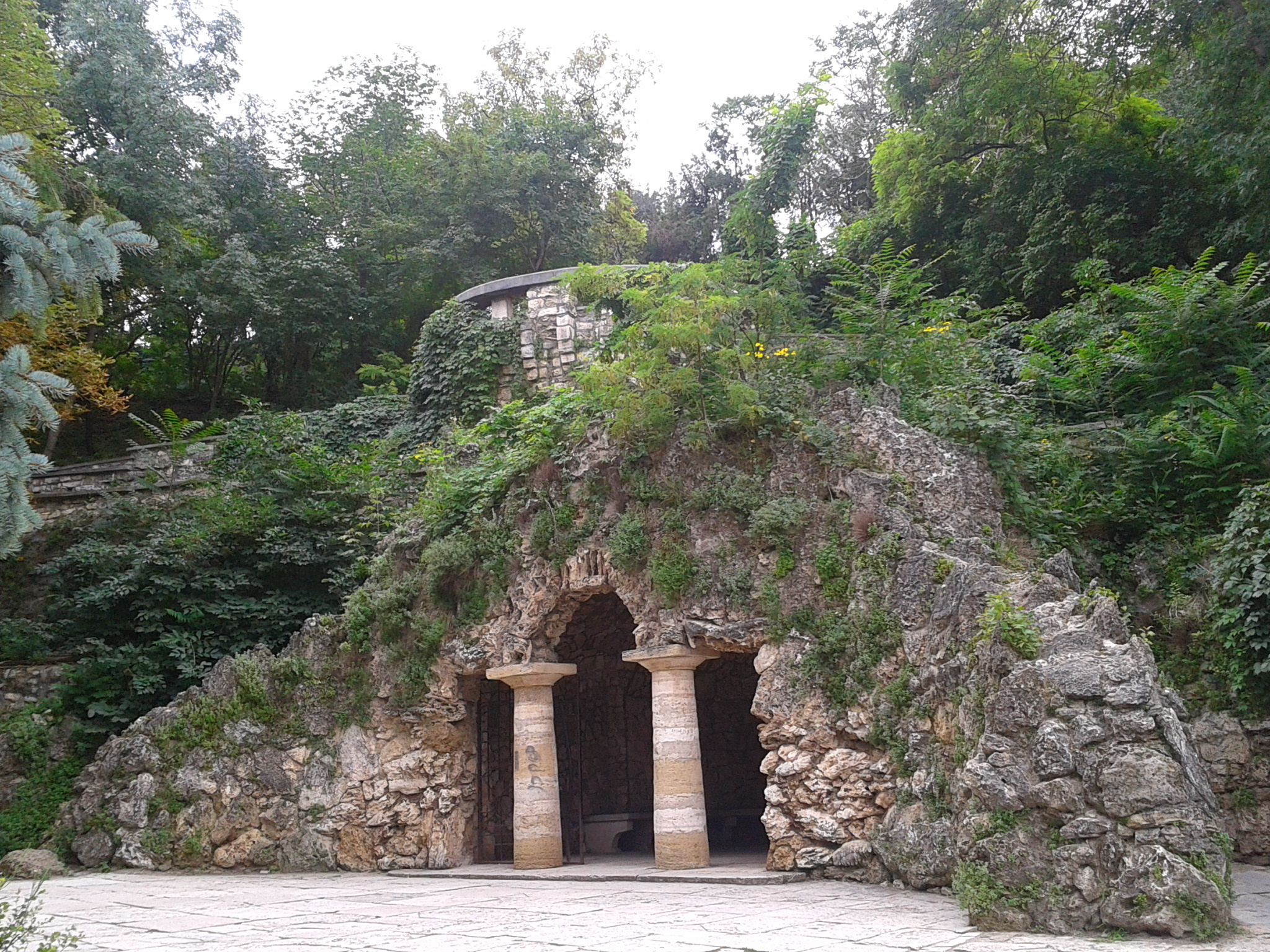
Грот Дианы в парке «Цветник», Пятигорск
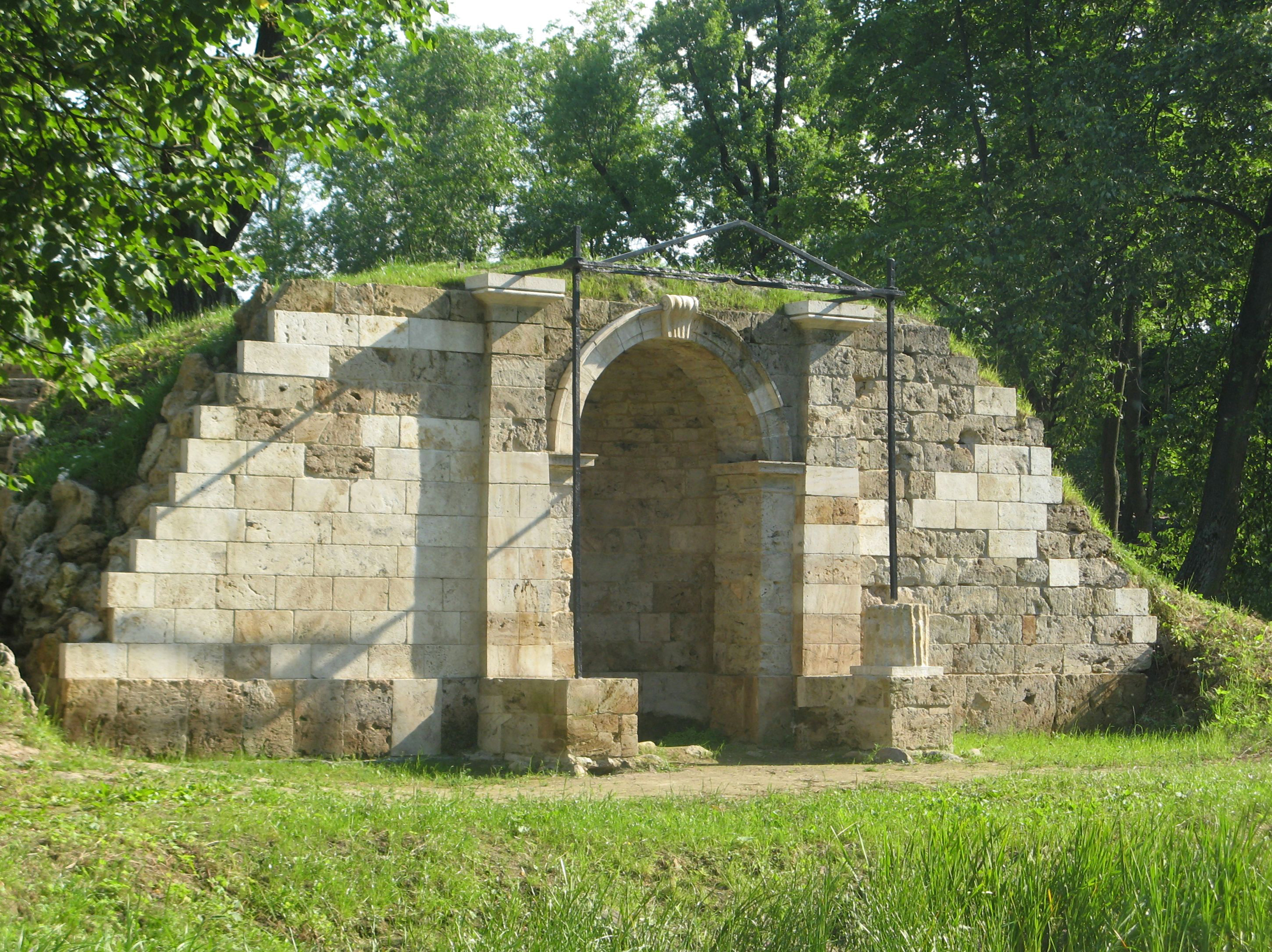
Грот в Орловском парке